# Geraldine (Alabama)
Geraldine é uma cidade  localizada no estado americano do Alabama, no Condado de DeKalb.

## Demografia
Segundo o censo americano de 2000, a sua população era de 786 habitantes.
Em 2006, foi estimada uma população de 831, um aumento de 45 (5.7%).

## Geografia
De acordo com o United States Census Bureau, a localidade tem uma área de 10,1 km², sem área coberta por água.

## Localidades na vizinhança
O diagrama seguinte representa as localidades num raio de 24 km ao redor de Geraldine.